# Lauenförde
Lauenförde település Németországban, azon belül Alsó-Szászország tartományban. Lakosainak száma 2390 fő (2023. december 31.).

## Népesség
A település népességének változása:
| Lakosok száma | 2438 | 2416 | 2398 | 2343 | 2390 | 2390 |
|               | 2016 | 2017 | 2019 | 2021 | 2022 | 2023 |